# Gare de Chaabat El Leham
La gare de Chaabat El Leham est une gare ferroviaire algérienne située sur le territoire de la commune de Chaabat El Leham, dans la wilaya de Aïn Témouchent.

## Situation ferroviaire
La gare se situe sur la ligne d'Es Senia à Béni Saf où elle précédée de la gare d'El Malah est suivie de celle d'Aïn Témouchent.

## Histoire
Lors de la colonisation, la gare portait le nom de gare de Laferrière .

## Service des voyageurs

### Dessertes
La gare de Chaabat El Leham est desservie par les trains régionaux de la liaison Oran - Béni Saf.